# T-72 León de Babilonia
El T-72M1, conocido en Irak como León de Babilonia o Asad Babil (en árabe: اسد بابل) es una versión del carro de combate soviético T-72, producido en la fábrica Bumar Labedy S.A. Zaklady Mechaniczne de Polonia y ensamblados en un complejo de manutención y siderurgia construida con ayuda de Alemania Occidental en 1986 y establecida en cercanías de la ciudad de Taji, al norte de Bagdad. De ensamblaje iraquí y construido con materiales soviético/rusos, checoslovacos y polacos, en gran parte no es más que la versión T-72M1 del muy reputado blindado con ciertas modificaciones para ser adaptado a las necesidades del ejército iraquí.

## Historia
Este proyecto representó el intento más ambicioso del régimen de Sadam Huseín para desarrollar y producir un carro de combate propio, cuyos componentes pudiesen ser suministrados de manera autosuficiente, en teoría; pero no pasó de ser más que de un intento de propaganda del antiguo régimen iraquí; ya que según reportes de antiguos trabajadores, las partes llegaban de las extintas URSS, Checoslovaquia y de Polonia, y que muy pocos componentes eran en realidad fabricados en territorio iraquí, ante la falta de industrias siderúrgicas que pudiesen fundir los aceros especiales necesarios para la construcción de las diversas partes del carro de combate en cuestión; al inicio se hacían los rines, las armas suplementarias y las municiones, pero con el pasar del tiempo se construyeron las plantas y altos hornos en Irak, en las instalaciones recientemente construidas los trabajadores eran capacitados por personal ruso y ucraniano en la producción de materiales para esta línea de blindados, y otras piezas de arsenal.
Esto se hizo dado el embargo de armas y otros bienes que habían impuesto muchos países occidentales sobre Irak a mediados de la década del ochenta, con en fin de forzar una negociación que pusiese un fin a la guerra entre Irán e Irak; luego siguió el dictador por la invasión a Kuwait, y con lo cual el dictador Sadam Huseín pretendió en parte dar autosuficiencia a sus tropas, cosa que nunca se hizo efectiva.

## Características técnicas
Dado que es prácticamente una variante más sofisticada del T-72 original, incluso equipada en ciertas zonas vulnerables con pads de blindaje reactivo (salvo la versión iraquí que es un poco más retrógrada); el T-72M1 es un blindado que sobresale por disponer de mejoras en los aspectos de electrónica, con nuevas computadoras balísticas que son diferentes a las de origen ruso; motorización más potente (830 frente a 740 HP del motor ruso original); y mejoras en la inclusión de sistemas de instalación de armas adicionales como un mortero de 60 mm, pods laterales estratégicamente colocados para desviar misiles del tipo BGM-71 TOW y Milán, así como un sistema básico de contramedidas con una muy dudosa pantalla de humo y pods de interferencia de señales láser para misiles guiados.

## Prestaciones en combate
A pesar de que se aduce el hecho de que este CCP era el desplegado en las misiones de defensa durante las dos invasiones a territorio iraquí, en realidad el enviado a hacer frente a los CCP de la coalición era el Tipo 59, de procedencia china, ya que este era el CCP más numeroso en el arsenal iraquí, pero este probó ser ineficaz desde todo punto de vista, dada su escasísima coraza, su pobre puntería y las bajas prestaciones del cañón de 100 mm, copia directa del cañón soviético D-10T con el que fue equipado.
Solo se sabe que la Guardia Republicana Iraquí, en sus divisiones mecanizadas y la división mecanizada Saladin del ejército los tuvieron asignados en sus filas.
Como tal, es similar al de las versiones de exportación en servicio en países de la órbita soviética, pero con muchas capacidades suprimidas, a razón de ciertas reservas soviéticas en la exportación de tecnología punta, pero en combates frente a los CCPs occidentales fue muy débil porque dadas las limitaciones de munición disponible y ante la renuencia de Rusia a vender misiles anticarro, las unidades no eran expuestas y se enviaban a los blindados más numerosos, como el T-55 y el Tipo 59.

### Frente al M1A1 SEP

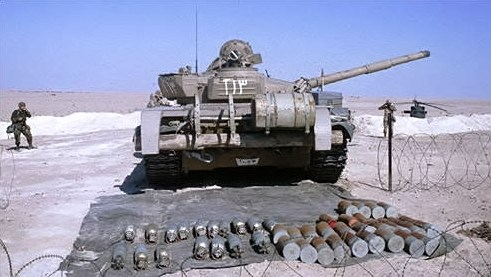
Un T-72 León de Babilonia abandonado en el Sur de Irak, marzo de 1991.

Dado el atraso técnico de hasta 5 o 6 años en los materiales entregados en la planta de Tagil, se duda que en ese caso pudiese abatir a otros blindados, ya que su débil coraza frontal (una herendad hecha para los modelos de exportación de los T-72, excepto en las versiones yugoslavas y polacas); era endémica, por lo que se trató de solucionarlo con el añadido de un blindaje espaciado en fase de desarrollo en Rusia, que fue adoptado en los T-72 iraquíes ante esta fragilidad; según el Brig. Gen. Robert Scales, en una escaramuza entre T-72 y los M1A1 (B-23 y D-24), al parecer estos quedaron fuera de combate por el impacto directo de los cañones de 125 mm, portados por los Assad Babyl únicamente.
Pero en otros informes dados como «material clasificado», se habla de que un impacto lateral provocó daños en la torreta de un M1A1, que se creyó en principio debido a un incidente de fuego amigo; pero en análisis posteriores, se demostraría que no había trazas de materiales radiactivos, como los presentes en las municiones SABOT usadas por los M1A1 o por los Challenger, en otros acontecimientos posteriores, estimándose por testimonios verbales que el tanque fue alcanzado por fuego de un Assad Babyl. En el curso de las operaciones, un M1A2 fue impactado en el área de almacenamiento de las municiones, dejándolo en llamas la última confrontación de la guerra al sur de la ciudad de Basora, y en otro incidente se presume que inicialmente un T-72 habría impactado a un M1 del serial asignado a la 24.ª División de Infantería junto a un TBP del tipo M2 Bradley, pero luego se desestimó que el CCP fuese alcanzado, y que el incidente de fuego amigo tan solo comprendió al TBP.

### Frente al M2 Bradley
En la primera guerra del Golfo Pérsico de 1991 se desplegaron unos 2200 M2 y M3 Bradley, dando de baja al menos muchos más vehículos blindados que los M1A1 desplegados en igual curso de acciones. Con esto se hace muy buena referencia al cañón de 25 mm Bushmaster y más aún de la capacidad antiblindaje de los misiles TOW. De los vehículos en el arsenal iraquí que sintieron más la pérdida de sus unidades fueron los T-72, y se incluye a su vez a otros carros como los T-55 y T-62; y transportes que sufrieron la efectividad del transporte blindado estadounidense como los BMP-1, BMP-2, Cascabel y Urutú. Las bajas norteamericanas se hacen parecer como mínimas, contándose tan solo 20 Bradley perdidos; de estos reconocen solo 3 por fuego enemigo y 17 por fuego amigo. Otros 12 quedaron fuera de combate por daños y averías menores. Después de la primera invasión y para solucionar algunos problemas que se han identificado como factores contribuyentes en los incidentes de ataques por fuego propio, se han añadido a los vehículos paneles de identificación por infrarrojos y otras medidas de marcado e identificación. Las unidades iraquíes aducen que impactaron en el segundo conflicto y dieron de baja a blindados norteamericanos se podría dejar claro que si hubo bajas por fuego enemigo; ya que carecen desde tiempo atrás de tecnologías de infrarrojos en sus divisiones acorazadas dado el embargo de armas impuesto por occidente desde la Invasión a Kuwait que les permitan advertir este tipo de mejoras en los blindados norteamericanos. Durante la guerra de Irak iniciada en 2003, el Bradley ha mostrado ser vulnerable frente a los ataques sorpresa con artefactos explosivos improvisados, minas anticarro y lanzacohetes, que si bien no destruyen el vehículo, dañan seriamente muchos de sus sistemas vitales, en especial las miras térmicas e infrarrojas, las orugas y el motor, dejándolos inmovilizados y en algunos casos fuera de combate. Ante la desesperada situación del ejército de Sadam Huseín se hizo que los soldados iraquíes preparasen y tendiesen emboscadas a las columnas de los voluminosos vehículos, sobre todo en zonas urbanas en donde podían escabullirse fácilmente, y utilizando armamento no convencional y tácticas de guerra de guerrillas, hicieron avances sin usar a los T-72 en su arsenal; los que fueron reservados para una hipotética invasión a Bagdad. Aun así y en líneas generales, la pérdida de material usando a los T-72 se considera que fue escasa e irrelevante, pero en algunos círculos se estima que dada la baja popularidad de los gobernantes en EE. UU., se encubrieron posibles incidentes de pérdidas por acciones del enemigo. Hacia principios del año 2006, el número total de unidades perdidas había ascendido a 55, siendo irrelevante esta cifra ante el curso de las acciones en el actual estado de la sociedad iraquí, muy inestable y aún envuelta en luchas sectarias y aspiraciones secesionistas.

## Estatus actual del blindado
Cuando finaliza la primera invasión, el gobernante Saddam inicia la compra e importación masiva de T-72 desde Hungría, para reponer los perdidos en el curso de las acciones de los enfrentamientos contra los aliados, pero a final de cuentas tan solo llegó a importar casi 250 aparatos desde esta procedencia, pero ante la acometida del segundo ataque aliado; estas importaciones cesaron, luego del fin de las acciones aliadas, Hungría honró su compromiso de compraventa y despachó las unidades faltantes, y hoy día ha hecho numerosas donaciones para el ejército iraquí con carros del mismo modelo reparados y actualizados para su arsenal, aparte de TBP's y otros vehículos especializados para reponer su arsenal.
Desde el cese de las hostilidades por parte de los aliados, las unidades se mantienen para la instrucción de nuevos reclutas, aprovechando la experiencia ganada por parte de los antiguos oficiales del ejército iraquí al mando de este blindado, pero nuevas adquisiciones por parte del gobierno iraquí hacen poner en entredicho su permanencia en primera fila.

## Usuarios
- Irak

100 Unidades, en proceso de actualización y complementados con el M1A2 IRK.